# Marisol Touraine
Pour les articles homonymes, voir Touraine (homonymie).
Marisol Touraine, née le 7 mars 1959 dans le 13e arrondissement de Paris, est une femme politique française.
Membre du Parti socialiste (PS), elle est députée d'Indre-et-Loire entre 1997 et 2012, puis ministre des Affaires sociales et de la Santé dans les gouvernements Ayrault, Valls et Cazeneuve, soit pendant toute la présidence de François Hollande (2012-2017).
En tant que ministre, elle porte un projet de loi de modernisation du système de santé, adopté par l'Assemblée nationale en 2015. Elle est membre du Conseil d’État depuis 1991.

## Biographie

### Famille
Marisol Touraine naît le 7 mars 1959 dans le 13e arrondissement de Paris. Fille du sociologue Alain Touraine et d'Adriana Pizarro Arenas, docteure en médecine, chirurgienne-dentiste, chilienne, morte en 1990, elle est la sœur de Philippe Touraine, professeur et chef du service d'endocrinologie à l'hôpital de la Pitié-Salpétrière à Paris, et la nièce du docteur René Touraine (1928-1988), dermatologue et universitaire parisien. Elle grandit à Paris et à Châtenay-Malabry. Le 4 septembre 1989, elle épouse Michel Reveyrand-de Menthon, énarque, ambassadeur de France au Mali de 2006 à 2010 puis ambassadeur de France au Tchad jusqu'en 2013 et représentant spécial de l'Union européenne au Sahel depuis cette date, avec qui elle a trois enfants : Alexandra, Gabriel et Andrea.
À 22 ans, son fils, Gabriel Reveyrand-de Menthon, est incarcéré à la prison de la Santé le 10 septembre 2011 après une condamnation à trois ans de prison ferme par le tribunal correctionnel de Paris pour « extorsion de fonds » sur une voisine de 59 ans. Après cette condamnation, la victime déclare « Marisol Touraine m'a adressé une petite lettre dans laquelle elle m'a présenté ses excuses »,.
Marisol Touraine s'est acquittée de l'impôt sur la fortune en 2011 (au titre du patrimoine 2010). En 2013, alors ministre de la Santé, elle indique qu'elle est assujettie à l'impôt sur la fortune pour un patrimoine imposable déclaré de 1,4 million d'euros.

### Formation
Ancienne élève de l'École normale supérieure de jeunes filles (1979 L), et agrégée de sciences économiques et sociales, elle est également diplômée de l'Institut d'études politiques de Paris (section Service public, 1982 ; DEA en études politiques, 1983) et de l'université Harvard,,.
Elle commence sa carrière en tant que chargée de mission, au sein du secrétariat général de la défense nationale. De 1988 à 1991, elle est conseillère de Michel Rocard à Matignon chargée des questions géostratégiques. Elle est membre du Conseil d'État où elle a été nommée au tour extérieur en 1991 par François Mitterrand. Elle continue dans le même temps de s'intéresser aux questions géopolitiques. Elle rédige, en 1995, un ouvrage intitulé Le bouleversement du monde. Géopolitique du XXIe siècle, reçu avec peu d'éloges par le champ universitaire. En 1998, elle participe au programme Young Leaders organisé par la French-American Foundation.

### Carrière

#### Député d'Indre-et-Loire
Élue députée dans la 3e circonscription d'Indre-et-Loire aux élections législatives de 1997, elle est battue au second tour aux élections législatives de 2002 par Jean-Jacques Descamps (UMP). Elle est ensuite élue dans la circonscription en 2007 au second tour, avec une courte majorité (50,2 %). Conseillère générale d'Indre-et-Loire, élue dans le canton de Montbazon, de 1998 à 2015, elle est élue présidente du conseil général d'Indre-et-Loire le 31 mars 2011.
En tant que députée, elle se fait connaître au niveau national lors de la réforme des retraites en France en 2010, où elle mène le front des députés socialistes contre le projet de loi du gouvernement Fillon. Selon Le Figaro, « elle a ferraillé des semaines durant contre le texte, démontrant ténacité et endurance ». Le ministre du Travail de l’époque chargé de défendre le texte, Éric Woerth, s’il a dû batailler contre elle, reconnaît néanmoins qu'elle « a du caractère mais on peut parler avec elle. C'est quelqu'un de sérieux, travailleur, qui a porté ses attaques sur le fond », tout en nuançant son propos : « Elle est dévorée d'ambition et très pragmatique. Nous aurions pu nous entendre sur certains points, mais elle a durci sa position au fil des semaines pour coller à celle du PS. Faute de poids politique, peut-être, cela a été sa stratégie pour monopoliser la parole dans son camp ».

#### Secrétaire du Parti socialiste
Elle est secrétaire nationale du PS à la solidarité et la protection sociale à partir de 1997, nommée par le premier secrétaire François Hollande. Elle est alors l'une des rares parlementaires responsable du monde social et médical qui ne soit pas issue du corps médical. Elle se place alors en disponibilité du Conseil d'État.
En 2011, elle fait partie des soutiens de Dominique Strauss-Kahn comme candidat du PS pour l’élection présidentielle qui a lieu l’année suivante. Après l’affaire judiciaire qui empêche le président du FMI de se présenter aux primaires du parti, elle soutient François Hollande. Dès lors, elle dirige le pôle « Social, Santé, Handicap, Personnes âgées » de la campagne présidentielle de ce dernier,,.
Marisol Touraine est membre du club d'influence Le Siècle.

#### Ministre des Affaires sociales et de la Santé

##### Sur le plan politique
Le 16 mai 2012, elle est nommée ministre des Affaires sociales et de la Santé dans le premier gouvernement dirigé par Jean-Marc Ayrault, à la tête d'un pôle social comprenant trois ministres déléguées. Son premier dossier important concerne l'une des promesses de campagne de François Hollande, à savoir « le retour partiel à la retraite à 60 ans pour les personnes ayant travaillé quarante et un ans sans interruption ».
À nouveau candidate aux élections législatives de 2012, elle est réélue. Le 29 juin 2012, elle démissionne de la présidence du conseil général d'Indre-et-Loire, la charte de déontologie signée par les ministres le 17 mai précédent interdisant de cumuler une fonction exécutive locale avec celle de ministre.
Le 2 avril 2014, elle est reconduite au poste de ministre des Affaires sociales, mais la Santé n'apparaît pas explicitement dans son portefeuille. Son périmètre reste cependant inchangé. Lors de l'annonce des secrétaires d'État du gouvernement de Manuel Valls le 9 avril suivant, elle est citée comme ministre des Affaires sociales et de la Santé.
Le 25 août 2014, elle est reconduite dans ses fonctions au sein du second gouvernement de Manuel Valls et voit son portefeuille élargi aux Droits des femmes. Lors du remaniement du 11 février 2016, elle perd le portefeuille des Droits des femmes, confié à son ancienne secrétaire d'État, Laurence Rossignol. Elle est l'une des six personnalités à avoir participé à l'ensemble des gouvernements de la présidence de François Hollande.
Début 2017, elle doit faire face à une fronde des dentistes puis des radiologues au sujet de leurs conventions avec la Sécurité sociale.

##### Lois et réformes
En novembre 2012, elle obtient un projet d'accord encadrant les dépassements d'honoraires dans le corps médical, qu'elle fait appliquer par l'Assurance-maladie début 2013.
Elle porte et fait voter une réforme paramétrique des retraites, matérialisée par la loi n°2014-40 du 20 janvier 2014 dont la principale disposition consiste à fixer une trajectoire d'augmentation de la durée de cotisation portée jusqu'à 43 annuités (172 trimestres) à l'horizon 2035.
Le 31 mai 2013, elle propose l'interdiction de l'usage de la cigarette électronique aux moins de 16 ans ainsi que son usage dans les lieux publics. Le 17 juin 2014, elle présente un projet de loi anti-tabac, incluant notamment le paquet de cigarettes neutre (boîte similaires pour toutes les marques, même couleur et un message avec une image choc sur les deux côtés du paquet), l'interdiction des cigarettes électroniques dans les lieux publics et la création des actions de groupes contre les entreprises de l'industrie du tabac. Avec l'Australie et le Royaume-Uni, cela ferait de la France l'un des pays les plus stricts concernant la prévention du tabagisme,.
Marisol Touraine défend également un texte de loi de modernisation du système de santé adopté définitivement le 17 décembre 2015.

#### Élections législatives de 2017
Un mois après son départ du gouvernement, elle retrouve automatiquement son mandat de députée à l’Assemblée nationale. Elle le conserve trois jours, jusqu’à la fin de la XIVe législature, alors que l’Assemblée ne se réunit plus. Candidate à sa réélection dans l'Indre-et-Loire lors des élections législatives de 2017, elle se présente sous la bannière « majorité présidentielle » bien que n'ayant pas l'investiture de La République en marche (LREM). Arrivée en tête à l'issue du premier tour, elle est battue au second tour par la candidate UDI Sophie Auconie, qui recueille 54,80 % des voix.

### Après la politique
Un arrêté 21 juillet 2017 la réintègre à compter du 18 août au Conseil d’État, où elle avait été nommée par le président de la République en 1991.
En mai 2019, elle annonce sur Twitter avoir été élue présidente d'Unitaid, organisation internationale qui vise à réduire le prix des médicaments. Elle prend ses fonctions le 20 juin.
Le 10 février 2020, elle succède à Bruno Racine comme présidente du Théâtre 14 Jean-Marie Serreau.
Dans le cadre de la pandémie de Covid-19, elle est auditionnée par la commission d'enquête de l'Assemblée nationale en tant qu'ancienne ministre de la Santé, au même titre que Roselyne Bachelot, Xavier Bertrand et Agnès Buzyn.
Elle soutient Emmanuel Macron pour l'élection présidentielle de 2022. En retrait de la scène politique depuis sa défaite aux élections législatives de 2017, mais toujours au PS, elle dit vouloir faire contrepoids aux ralliés venus de la droite.

## Mandats et fonctions

### Au gouvernement
- 16 mai 2012 – 2 avril 2014 : ministre des Affaires sociales et de la Santé des gouvernements de Jean-Marc Ayrault.
- 2 avril – 25 août 2014 : ministre des Affaires sociales (puis des Affaires sociales et de la Santé) du premier gouvernement de Manuel Valls.
- 26 août 2014 – 11 février 2016 : ministre des Affaires sociales, de la Santé et des Droits des femmes du deuxième gouvernement de Manuel Valls.
- 11 février – 6 décembre 2016 : ministre des Affaires sociales et de la Santé du deuxième gouvernement de Manuel Valls[45].
- 6 décembre 2016 – 17 mai 2017 : ministre des Affaires sociales et de la Santé du gouvernement de Bernard Cazeneuve.

### À l’Assemblée nationale
- 12 juin 1997 – 19 juin 2002 : députée de la troisième circonscription d'Indre-et-Loire.
- 20 juin 2007 – 16 juin 2012 : députée de la troisième circonscription d'Indre-et-Loire.
- 20 juin – 21 juillet 2012 : députée de la troisième circonscription d'Indre-et-Loire.
- 17 – 20 juin 2017 : députée de la troisième circonscription d'Indre-et-Loire.

### Au niveau local
- 1998-2015 : conseillère générale d'Indre-et-Loire (élue dans le canton de Montbazon).
- 2008-2011 : deuxième vice-présidente du conseil général d'Indre-et-Loire.
- 2011-2012 : présidente du conseil général d'Indre-et-Loire.

### Autres
Depuis 2009, elle appartient au club Avenir de la santé, un groupe de pression financé par GlaxoSmithKline, le numéro deux mondial du secteur,, laboratoire qui produit notamment des patchs à la nicotine et de nombreux vaccins (GSK vaccins).
Elle a été également, à partir de 2006, présidente du club de réflexion socialiste À gauche, en Europe.

## Distinction
- Chevalière de la Légion d'honneur par décret du 31 décembre 2018[49].